# ونن، اور
ونن، اور (به فرانسوی: Venon, Eure) یک کمون در فرانسه است که در Canton of Le Neubourg واقع شده‌است.

## خصوصیات
ونن ۵٫۰۷ کیلومترمربع مساحت و ۲۷۹ نفر جمعیت دارد و ۱۶۰ متر بالاتر از سطح دریا واقع شده‌است.